# Weißer Jäger, schwarzes Herz
Weißer Jäger, schwarzes Herz (White Hunter Black Heart) ist ein US-amerikanischer Abenteuerfilm von Clint Eastwood aus dem Jahr 1990. Das Drehbuch von Peter Viertel, James Bridges und Burt Kennedy beruht auf dem gleichnamigen Roman von Peter Viertel.

## Handlung
Der bekannte, aber sehr exzentrische Regisseur John Wilson und sein Drehbuchautor Pete Verrill reisen in den frühen 1950ern nach Afrika, um die Dreharbeiten eines neuen Films vorzubereiten. Dabei scheint Wilson alle Vorurteile seines Teams, er sei verrückt, zu bestätigen – er kümmert sich nur wenig um den Film und ist vor allem dazu entschlossen, einen kapitalen Elefantenbullen mit riesigen Stoßzähnen zu schießen.
Er quartiert sich schließlich in einer Safari-Lodge am Kongo ein und knüpft Bekanntschaft mit dem einheimischen Jäger Kivu, der ihn an Orte führt, wo Elefantenherden zu finden sind. Bei den ersten Gelegenheiten ist die Gesamtsituation jedoch zu gefährlich für einen Schuss, was Wilsons Laune deutlich verschlechtert, der nicht bei bester Gesundheit ist und gelegentlich Schwächeanfälle erleidet. Als der romantische Pete, von den majestätischen Elefanten fasziniert, Wilson für sein Jagdfieber kritisiert, stimmt Wilson ihm sogar darin zu: die Jagd sei nicht nur ein Verbrechen, sondern geradezu eine Sünde. Aber gerade das reize ihn, es sei die einzige Sünde, zu der man sich das Recht kaufen könne. Zwischen den Männern kommt es zu immer stärkeren Konflikten, bis Pete sich entschließt, wieder nach Europa abzureisen. Dazu kommt es jedoch nicht, weil mittlerweile die gesamte Crew samt Produzent anreist und mit den Dreharbeiten beginnen will. Pete lässt sich vom Produzenten zum Bleiben überreden.
Wegen eines tagelangen Regens müssen die Arbeiten zunächst aufgeschoben werden. Als sich schließlich wieder die Sonne zeigt, lässt Kivu ausrichten, er habe eine Elefantenherde gesehen. Sofort verlässt Wilson das Set mit der Erklärung, sie müssten sowieso noch ausladen, und er sei gleich wieder da. 
Tatsächlich stoßen sie in einem Wäldchen auf eine stattliche Elefantenherde. Wilson hat den Bullen bereits vor dem Lauf, verzichtet jedoch auf den Schuss, als er bemerkt, dass dieser ein Kalb verteidigt. Als der Bulle anschließend nochmals angreift, opfert sich Kivu, um die Weißen zu retten, und wird von dem Bullen getötet. Erschüttert fahren die anderen zurück ins Dorf, wo die Nachricht von Kivus Tod tiefe Trauer auslöst. Die Trommeln verbreiten die Nachricht „Weißer Jäger, schwarzes Herz“. Der Regisseur gibt die Jagd auf und beginnt mit den Filmarbeiten.

## Hintergrund
Peter Viertel, der Autor der Romanvorlage, ließ sich von Ereignissen bei den Dreharbeiten zu African Queen (1951) inspirieren, denen er als Drehbuchautor beigewohnt hatte. John Huston, der Regisseur von African Queen, ging während der Dreharbeiten in Afrika regelmäßig auf Jagd.
Eastwoods Film wurde in England, in Sambia und in Simbabwe gedreht. Er spielte in den Kinos der USA ca. 2,3 Millionen US-Dollar ein.

## Kritiken
Das Lexikon des internationalen Films schrieb, der Film sei ein „spannendes, für Filmfreunde aufschlußreiches Porträt des filmischen Abenteurers“, das locker auf einer zum Teil fiktiven Biografie von John Huston beruhe, jedoch weniger mit John Huston und mehr mit Clint Eastwood zu tun habe.

## Auszeichnungen
Der Film lief 1990 im Wettbewerb des 43. Filmfestivals von Cannes und wurde für den besten Film nominiert. Er wurde auch für den besten Regisseur (Clint Eastwood) bei den CFCA Awards nominiert.